# 吴伟克
吴伟克（英語：Galal Walker，1943年—），美国汉语学家，被稱为“美国孔子”，是美国俄亥俄州立大学東亞語言文学系汉语教授，全美东亚语文资源中心主任。他是“全美中文教学法博士点”的创始人，并發明了“体演文化教学法”。

## 生平
吴伟克生于1943年，在康乃尔大学以中国语言文学博士的身份毕业。曾在北京师范大学、贵州师范大学、武汉大学、四川大学等多所中国高校擔任教授，并曾任美国高校访客委员会和美国国防外语研究所的成员。后来，他成为首席研究员，并一直与苏志丁（Chistine Su）和“印度尼西亚研究所”（Indonesian Institute）合作。
目前，吴伟克是美国俄亥俄州立大学东亚语言文学系汉语教授，全美东亚语文资源中心（Midwest US–China Flagship Program）主任，美国中西部美中协会会长，关键语言奖学金项目主任。
他是“全美中文教学法博士点”的创始人，并创建了“体演文化教学法”。他通过“乐学”的理念来阐述如何让语言教学的过程更加有效，并帮助学生的记忆；他还认为应该学会运用所学的外语去做事，在使用外语的过程中掌握外语。

## 荣誉
2003年，吴伟克获中华人民共和国教育部颁发的首届“中国语言文化友谊奖”，成为首位获得该奖项的美国人，截止2019年4月，他也是唯一一位获得该奖项的美国乃至英文世界的人。2010年，他获山东省青岛市颁发的“中国语言文化友谊奖”。2012年获中国语言教师协会颁发的“沃尔顿终身成就奖”（Walton Lifetime Achievement Award），同年被外语系协会（Association of Departments of Foreign Languages）授予“资深服务教授”称号。

## 著作
吴伟克曾在中国语言教师协会期刊编辑委员会任职，并著有《强化汉语课程设计》（Design for an Intensive Chinese Curriculum）和《外语编年史》（Foreign Language Annals）、《塑造未来：挑战与机遇》（Shaping the Future: Challenges and Opportunities）、《中国教育学：一个新兴的领域》（Chinese Pedagogy: An Emerging Field, Scott McGinnis）等书，并担任《中文：文化的交流》（Chinese: Communicating in the Culture）一书的编辑。2010年，他担任《另一种文化的表演的教育学》（Pedagogy of Performing Another Culture）一书的编辑。